# Rd da ilha
Rd da ilha, pseudonimo di Rodrigo Freitas Moreno (Santa Inês, 6 settembre 1998), è un cantante brasiliano.

## Biografia
Originario di Santa Inês, è una delle principali rivelazioni della scena musicale brasiliana all'inizio del terzo millennio. Nato a Santa Inês nel Maranhão e cresciuto a Ilha Grande a Rio de Janeiro, si è fatto conoscere per il suo stile autentico e per i suoi testi che affrontano la realtà delle periferie del Paese. è diventato noto a livello nazionale grazie alle anteprime delle sue canzoni pubblicate su vari canali YouTube, TikTok.

## Discografia

### Singoli
- 2017– Antes (con HX Leal)
- 2022– Go Bass
- 2022– Trap Type
- 2022– Vem pra Ilha
- 2023– Na Ilha
- 2023– Vibe